# 9518 Роббінейш
9518 Роббінейш (9518 Robbynaish) — астероїд головного поясу, відкритий 7 квітня 1978 року.
Тіссеранів параметр щодо Юпітера — 3,522.